# Эгертон, Томас, 1-й граф Уилтон
Томас Грей Эгертон, 1-й граф Уилтон (англ. Thomas Grey Egerton, 1st Earl of Wilton; 14 августа 1749 — 23 сентября 1814) — британский политик. Он был известен как сэр Томас Грей Эгертон, 7-й баронет, с 1756 по 1784 год. В 1784 году ему был пожалован титул барона Грея из Уилтона.

## Происхождение
Родился 14 августа 1749 года. Сын сэра Томаса Грея Эгертона, 6-го баронета (1721—1756), и его жены Кэтрин Копли (? — 1791), дочери преподобного Джона Копли из Бэтли, Йоркшир. Он получил образование в Вестминстерской школе в 1764 году. В 1756 году он унаследовал титул 7-го баронета от своего отца.

## Политическая карьера
Томас Грей Эгертон заседал в Палате общин Великобритании от Ланкашира (1772—1784). В 1778 году он собрал пехотный полк в Манчестере для участия в американской войне. Он выступал в парламенте по вопросам, касающимся Ланкашира, в частности его торговли и промышленности.
15 мая 1784 года он был возведен в титул баронства Грей из Уилтона, принадлежавший его предкам, который был возрожден, когда он был возведен в звание пэра как барон Грей де Уилтон из замка Уилтон в графстве Херефордшир. 26 июня 1801 года он был удостоен звания виконта Грея де Уилтона и графа Уилтона из замка Уилтон в графстве Херефордшир, с правом наследования для сыновей его дочери Элеоноры, жены Роберта Гросвенора, 1-го маркиза Вестминстера.

## Личная жизнь
12 сентября 1769 года Томас Эгертон женился на Элеоноре Эштон (? — 3 февраля 1816), дочери сэра Ральфа Эштона, 3-го баронета из Миддлтона (ум. 1765). У супругов была одна дочь:
- Леди Эленора Эгертон (19 июля 1770 — 29 ноября 1846), в 1794 году вышедшая замуж за Роберта Гровенора, виконта Белгрейва (1767—1845), который в 1802 году стал 2-м графом Гровенором, а в 1831 году — 1-м герцогом Вестминстерским.

Томас Эгертон скончался 23 сентября 1814 года в возрасте 65 лет. У него не было потомства мужского пола, поэтому титул барона Грея де Уилтона вымер, поскольку у него не было сыновей, а титул баронета перешел к дальнему родственнику сэру Джону Грею Эгертону, 8-му баронету (1766—1825). Титулы виконта и графа унаследовал его внук, Томас Гровенор Эгертон (1799—1882).